# Administration télégraphique impériale chinoise
L'administration télégraphique impériale chinoise, est une corporation du gouvernement de la dynastie Qing dirigée par Sheng Xuanhuai.
L'administration est fondée en 1881 et reçoit rapidement le monopole du télégraphe chinois.
En 1900, l'organisme contrôle 14 000 miles de lignes télégraphiques et supervise 20 000 autres miles sous contrôle local. La même année, il absorbe le tout nouveau réseau téléphonique chinois débuté à Nankin.
L’administration est nationalisée en 1902 pour permettre un taux d'utilisation plus rentable et une extension du réseau ou pour gagner le contrôle de ses profits. L'organisme est lui-même absorbé par le nouveau ministère des Postes et des Communications en 1906. Après sa nationalisation, le contrôle alterne entre Sheng et son rival politique Tang Shaoyi.